# Cupa Moldovei
Cupa Moldovei (moldavský fotbalový pohár) je pohárová vyřazovací soutěž v moldavském fotbale.
Od roku 1945 se soutěž hrála na území Moldavska v rámci SSSR. Po rozpadu SSSR se od roku 1992 hraje jako národní pohár samostatného Moldavska.

## Přehled vítězů
Zdroj:
Od roku 1992
- 1992 : Bugeac Comrat (1)

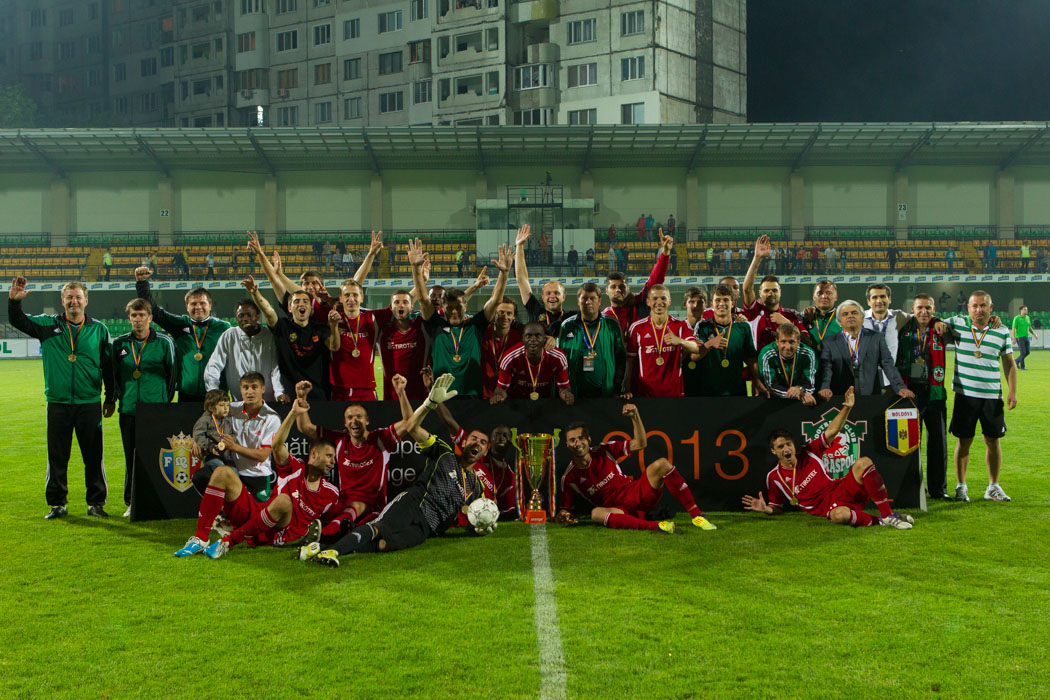
FC Tiraspol, vítěz v roce 2013

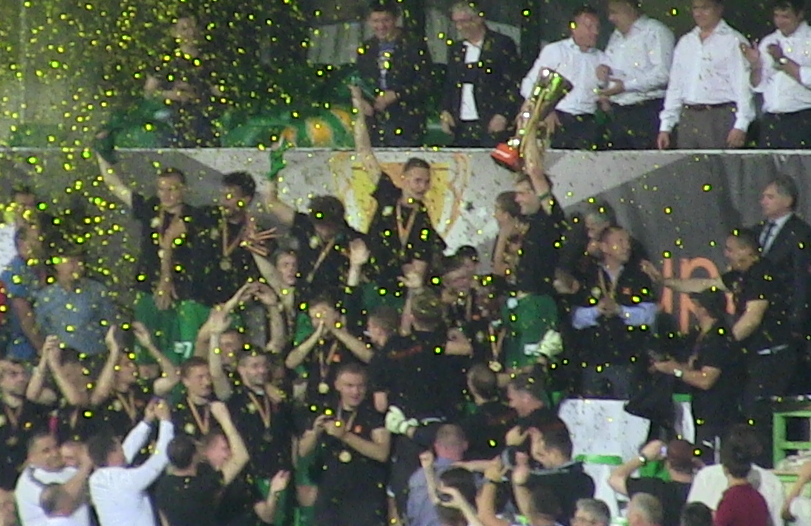
Zimbru Chișinău, vítěz v roce 2014

- 1992/93 : CS Tiligul-Tiras Tiraspol (1)
- 1993/94 : CS Tiligul-Tiras Tiraspol (2)
- 1994/95 : CS Tiligul-Tiras Tiraspol (3)
- 1995/96 : Constructorul Chişinău (1)
- 1996/97 : FC Zimbru Chișinău (1)
- 1997/98 : FC Zimbru Chișinău (2)
- 1998/99 : FC Šeriff Tiraspol (1)
- 1999/00 : Constructorul Chişinău (2)
- 2000/01 : FC Šeriff Tiraspol (2)
- 2001/02 : FC Šeriff Tiraspol (3)
- 2002/03 : FC Zimbru Chișinău (3)
- 2003/04 : FC Zimbru Chișinău (4)
- 2004/05 : FC Nistru Otaci (1)
- 2005/06 : FC Šeriff Tiraspol (4)
- 2006/07 : FC Zimbru Chișinău (5)
- 2007/08 : FC Šeriff Tiraspol (5)
- 2008/09 : FC Šeriff Tiraspol (6)
- 2009/10 : FC Šeriff Tiraspol (7)
- 2010/11 : FC Iskra-Stali Rîbnița (1)
- 2011/12 : FC Milsami Orhei (1)
- 2012/13 : FC Tiraspol (3)
- 2013/14 : FC Zimbru Chișinău (6)
- 2014/15 : FC Šeriff Tiraspol (8)
- 2015/16 : FC Zaria Bălți (1)
- 2016/17 : FC Šeriff Tiraspol (9)[2]
- 2017/18 : FC Milsami Orhei (2)
- 2018/19 : FC Šeriff Tiraspol (10)
- 2019/20 : Petrocub Hîncești (1)
- 2020/21 : FC Sfîntul Gheorghe (1)
- 2021/22 : FC Šeriff Tiraspol (11)
- 2022/23 : FC Šeriff Tiraspol (12)
- 2023/24 : Petrocub Hîncești (2)

Poznámky
- číslo v závorce znamená počet získaných prvenství klubu k danému roku.
- FC Tiraspol se jmenoval do roku 2001 Constructorul Chişinău (a poté krátce Constructorul-93 Cioburciu).